# Валлада-Агордіна
Валлада-Агордіна, Валлада-Аґордіна (італ. Vallada Agordina) — муніципалітет в Італії, у регіоні Венето,  провінція Беллуно.
Валлада-Агордіна розташована на відстані близько 500 км на північ від Рима, 110 км на північ від Венеції, 34 км на північний захід від Беллуно.
Населення — 500 осіб (2014).
Покровитель — San Simone e Giuda Taddeo.

## Демографія
Населення за роками:

Станом на 1 січня 2023 року в муніципалітеті офіційно проживало 7 іноземців з 5 країн, серед них 1 громадянин країн Євросоюзу та 3 громадяни України.

## Сусідні муніципалітети
- Канале-д'Агордо
- Ченченіге-Агордіно
- Рокка-П'єторе
- Сан-Томазо-Агордіно